# Shigetaka Kurita
Shigetaka Kurita (栗田穣崇) (Né le 9 mai 1972 à Gifu au Japon) est un concepteur d'interface japonais souvent cité pour son travail sur les emoji,,. Il est souvent considéré comme l'inventeur des emoji,. Il faisait partie d'une équipe qui a créé l'un des premiers emoji, notamment un pictogramme en forme de cœur qui apparaissait sur un appareil de radiomessagerie de la marque NTT Docomo, conçu à destination des adolescents.
Ce développement et les conséquences de son utilisation ont conduit Kurita à concevoir un ensemble de 176 emoji colorés. La plupart des emoji d'usage général utilisés aujourd'hui par Unicode remontent à l'ensemble de Kurita. Il travaille maintenant pour Dwango Co. Ltd., une société de jeux japonaise appartenant à Kadokawa Dwango Corporation. L'ensemble d'emoji NTT Docomo qu'il a créé est maintenant exposé au Museum of Modern Art (MoMA) de New York.

## L'histoire de l'emoji cœur
Alors que les emoji existaient avant les années 1990, ils étaient souvent définis comme des pictogrammes en Asie. Le terme emoji est d'origine japonaise, le terme n'ayant été adopté en Occident qu'à partir de 2010. Le Japon lui-même a également eu du mal à définir les emoji pendant plusieurs années. Ce n'est que lorsque les opérateurs de télécommunications ont commencé à expérimenter l'utilisation d'images graphiques ou de pictogrammes dans les services de messagerie que le concept d'emoji est devenu pertinent.
L'une des premières sociétés de télécommunications à avoir testé des pictogrammes dans les messageries était NTT Docomo. Dans les années 1990, cette entreprise a lancé un bip destiné aux adolescents. Le bip a été le premier du genre à inclure la possibilité d'envoyer un pictogramme dans le texte. Le bip n'avait qu'un seul pictogramme sur ses options, qui était un pictogramme en forme de cœur. Il s'agirait de la première expérience de Kurita dans l'utilisation de symboles numériques sous forme de texte. Le bip a reçu des critiques élogieuses en Asie, ce qui a conduit d'autres entreprises de la région à envisager d'utiliser des pictogrammes dans la liste des caractères du texte. NTT Docomo a ensuite commercialisé un autre appareil destiné aux hommes d'affaires, mais cette fois sans le pictogramme en forme de cœur. De nombreux utilisateurs se sont plaints et sont passés à d'autres fournisseurs qui avaient désormais inclus un pictogramme de cœur. Cela a conduit NTT Docomo à revenir sur sa décision et à inclure le pictogramme du cœur.
Kurita a déclaré que cette expérience avait laissé, ainsi qu'à d'autres chez NTT Docomo, l'intime conviction que les symboles seraient une part importante du futur des services de communication textuelle. Lorsque NTT Docomo a développéd l'i-mode, il a été décidé que Kurita devrait concevoir un ensemble de pictogrammes, qui pourraient être utilisés comme caractères sur le nouveau système d'exploitation.

## Ensemble d'emoji NTT Docomo
Kurita a commencé à concevoir un ensemble d'emoji pouvant être utilisé avec l'emoji cœur. Il a conçu un ensemble de 176 pictogrammes utilisant une grille de 12x12 pixels qui a finalement lancé une tendance mondiale dans l'utilisation de pictogrammes pour communiquer des idées par messages textuels. Cet ensemble de pictogrammes est considéré comme le premier ensemble d'emoji, car c'est la première fois que le mot a été employé pour des pictogrammes. Emoji signifie simplement "pictogramme" ou "icône" en japonais.
Pour réaliser son ensemble d'emoji, Kurita s'est inspiré des conventions iconographiques des mangas appelées manpu (漫符), comme une goutte d'eau sur un visage représentant la nervosité ou la confusion par exemple,. Il s'est aussi inspiré des pictogrammes météo,, Caractères chinois et des panneaux de signalisation.
L'une des différences les plus notables avec les autres sociétés de télécommunication utilisant des emoji était l'emploi de la couleur, car en dehors des nombres et des formes de base, la majorité des 176 emojis étaient colorés. Le célèbre cœur qui avait fait la renommée de NTT Docomo était d'ailleurs coloré en rouge. Les emoji au visage jaune couramment utilisés aujourd'hui ont évolué à partir d'autres ensembles d'émoticônes et ne sont pas forcément héritiers du travail de Kurita.
Le Museum of Modern Art (MoMA) a récemment ajouté l'ensemble original d'emoji à sa collection, il est actuellement exposé au musée de New York,.